# Planktomya vanderlindeni
Planktomya vanderlindeni is een tweekleppigensoort uit de familie van de Lasaeidae. De wetenschappelijke naam van de soort is voor het eerst geldig gepubliceerd in 2001 door van Aartsen & Engl.